# Бука (город, Бугенвиль)
Бука — временная столица Автономного региона Бугенвиль и его района Северный Бугенвиль на востоке Папуа-Новой Гвинеи.
Администрируется местным правительством Buka Rural LLG.

## География
Город расположен на юге острова Бука и северном берегу пролива Бука. С запада к городу примыкают джунгли, в окрестностях города имеется несколько известняковых пещер.

## Транспорт
В городе имеется построенный в 1943 году оккупационными японскими войсками аэропорт Бука. По проливу курсируют водные такси, связывающие Буку с находящимся через пролив, на острове Бугенвиль, селением Кокопао (Кокопау) и густонаселённым островком Сохано на западе пролива.
Главная трасса города на юге идёт вдоль пролива, а на северо-востоке подходит к аэропорту и соединяется с кольцевой дорогой, опоясывающей остров.

## История
Европейцы открыли остров Бука в 1768 году. По другой версии, судно англичанина Картерета открыло его в 1767 году, за год до открытия острова Бугенвиль экспедицией Луи де Бугенвиля. В 1899 году (по другой версии, в октябре 1886 года) его аннексировала Германская империя, включив его в Германскую Новую Гвинею. 
Столицей Бугенвиля Бука стала в 1990-е, после того, как его прежняя столица, Арава, была практически полностью разрушена в результате Бугенвильской гражданской войны. В будущем правительство Бугенвиля намерено вернуть столицу в Араву.